# T-Bone (vlees)
De T-bone is een type steak dat van de dunne lende (entrecote) en de ossenhaas van een rund wordt versneden. De steak kenmerkt zich door het T-vormige bot waaraan hij zijn naam te danken heeft. De grootte van de T-bone, gecombineerd met het feit dat hij twee van de duurste stukken rundvlees bevat, maakt de steak een van de duurste en kwalitatief hoogstaande steaks beschikbaar.
De T-bone heeft overeenkomsten met een porterhouse-steak: bij een porterhouse wordt er echter meer ossenhaas en minder entrecote versneden, wat dit stuk vlees over het algemeen prijziger dan de T-bone maakt. De grootte kan variëren, maar volgens het U.S. Department of Agriculture's Institutional Meat Purchase Specifications moet een porterhouse-steak minstens 1,25 inches (32 mm) dik zijn op het wijdste deel. Een T-bone moet ten minste 0,5 inches (13 mm) dik zijn.
In de Verenigde Staten worden de T-bone en porterhouse volgens de IMPS/NAMP-norm aangeduid als respectievelijk IMPS 1174 en IMPS 1173.